# Альба Рече
Альба Рече (ісп. Alba Reche; нар. 17 грудня 1997 року, Ельче, Іспанія) — іспанська співачка.

## Біографія
Сценічний дебют Альби Рече відбувся у 2018 році, коли вона взяла участь в іспанському шоу талантів Operación Triunfo, в якому вийшла у фінал і посіла друге місце. Музичний альбом-збірка Sus canciones, що містив пісню, з якою Альба Рече виступала на шоу, посів 3-тє місце за обсягом продажів в Іспанії.
Після успіху на Operación Triunfo Альба Рече у 2019 році уклала контракт із студією звукозапису Universal Music Spain, на якій у жовтні того ж року записала свій єдиний альбом Quimera. Цей альбом дебютував в іспанському хіт-параді альбомів на 3-му місці, сингли з нього, Medusa і Caronte, потрапили до іспанського пісенного Top-100, а на ресурсі Spotify кількість прослуховувань кожної з них сягнула позначки в 1 млн. 21 грудня 2019 року концертом у рідному місті Ельче співачка почала гастрольний тур «Quimera» на підтримку однойменного альбому. Тур має пройти на початку 2020 року одинадцятьма містами Іспанії, включаючи Мадрид, Барселону, Більбао, Севілью та Малагу, і завершитися 24 квітня.

## Дискографія

### Альбоми
- 2019 — «Quimera»

### Сингли
- 2019 — Medusa
- 2019 — Caronte

### Збірки
- 2019 — Sus canciones

## Музичні турне
- 2020 — Quimera Tour